# Ornebius brasilianus
Ornebius brasilianus is een rechtvleugelig insect uit de familie Mogoplistidae. De wetenschappelijke naam van deze soort is voor het eerst geldig gepubliceerd in 1877 door Saussure. Zoals de wetenschappelijke naam doet vermoeden, komt deze soort voor in Brazilië.